# Wolfgang Eßer (Verbandsfunktionär)
Wolfgang Eßer (* 10. September 1954 in Mönchengladbach) ist ein deutscher Zahnarzt und Verbandsfunktionär (Vorsitzender des Vorstandes der Kassenzahnärztlichen Bundesvereinigung von 2013 bis 2023). Als Spitzenverband der siebzehn Kassenzahnärztlichen Vereinigungen in sechzehn Bundesländern vertritt die KZBV die Interessen von etwa 63.000 Zahnärztinnen und Zahnärzten, die an der vertragszahnärztlichen Versorgung teilnehmen. Vertragszahnärzte und in Praxen angestellte Zahnärzte bilden eine der größten Facharztgruppen. Die Institution ist ein Organ der Selbstverwaltung in der Rechtsform einer Körperschaft des öffentlichen Rechts.

## Leben
Nach seinem Studium der Zahnmedizin (1973–1978) an der Eberhard Karls Universität Tübingen, Promotion und Assistenzzeit gründete Eßer im Jahr 1982 eine eigene Praxis in Mönchengladbach, die er bis zum Jahr 2012 betrieb. Im Jahr 2001 übernahm er zunächst das Amt des Verwaltungsstellenleiters Krefeld der Kassenzahnärztlichen Vereinigung Nordrhein (KZV NR) und wurde im gleichen Jahr zu deren stellvertretenden Vorsitzenden gewählt. Ein Jahr später wurde Eßer in den Vorstand der KZBV berufen.
Als der Gesetzgeber im Jahr 2005 die Hauptamtlichkeit der Vorstände der Kassenärztlichen und Kassenzahnärztlichen Vereinigungen eingeführt hat, wurde Eßer zum stellvertretenden Vorsitzenden des Vorstandes der KZBV gewählt. Im Jahr 2013 erfolgte nach neun Jahren Amtszeit die Wahl zum Vorstandsvorsitzenden. 2017 wurde er als Vorsitzender des Vorstandes der KZBV für die Amtszeit 2017 bis 2022 einstimmig wiedergewählt. Im März 2023 ist Eßer nicht erneut zur Wahl des Vorstandes der KZBV angetreten. Die Vertreterversammlung der KZBV ernannte ihn im Juni 2023 zum Ehrenvorsitzenden.
Von 2019 bis 2024 war Eßer Vizepräsident des Bundesverbandes der Freien Berufe e. V. und von 2015 bis 2019 Mitglied im Vorstand des BFB.
Eßer ist sowohl Mitglied im Beirat als auch in der Vertreterversammlung der Deutschen Apotheker- und Ärztebank und war bis zum Jahr 2011 Mitglied des Aufsichtsrates. Mittlerweile ist er im Ehrensenat der Bank vertreten und außerdem seit April 2012 Ehrenmitglied.
Bis Ende des Jahres 2013 war Eßer Mitglied im Kuratorium des Instituts für Qualität und Wirtschaftlichkeit im Gesundheitswesen (IQWiG), bevor er zum Vorsitzenden des IQWiG-Stiftungsrates gewählt wurde. Von 2015 bis 2023 war Eßer Mitglied im Vorstand des Instituts für Qualitätssicherung und Transparenz im Gesundheitswesen (IQTIG). Außerdem war er Mitglied des Plenums des Gemeinsamen Bundesausschusses von 2014 bis 2023.
Wolfgang Eßer ist verheiratet und hat vier Kinder.

## Funktion
2013/2014 war Eßer maßgeblich an der Entwicklung des neuen Versorgungskonzeptes der Zahnärzteschaft für Pflegebedürftige und Menschen mit Behinderung beteiligt, die in das Pflege-Neuausrichtungs-Gesetz eingeflossen sind.
Eßer setzt sich dafür ein, in der Gesellschaft die Wertschätzung für die Heilberufe wiederherzustellen sowie Planungssicherheit für Zahnärzte zu schaffen, um deren Niederlassungswilligkeit zu fördern. Weitere Ziele sind die Gewährleistung einer flächendeckenden, wohnortnahen Versorgung, die Stärkung der Freiberuflichkeit sowie die Stärkung der Selbstverwaltung.

## Ehrungen
- Goldene Ehrennadel der Bundeszahnärztekammer (17. November 2023)
- Ehrenzeichen in Gold des Freien Verbandes Deutscher Zahnärzte (12. Oktober 2023)
- Verdienstmedaille in Gold der Zahnärztekammer Nordrhein (17. Juni 2023)
- Ehrenmedaille der KZV Nordrhein (3. Juni 2023)
- Dieter Köberich Ehrenmedaille der KZV Thüringen (29. März 2023)
- Goldenes Ehrenzeichen der Kassenzahnärztlichen Vereinigung Bayerns (21. November 2014)